# Peter Rodert
Peter Rodert (* 11. September 1947) war Fußballspieler in der DDR-Oberliga, der höchsten Spielklasse des ostdeutschen Fußballverbandes. Er spielte dort für den FC Hansa Rostock, außerdem bestritt er vier Juniorenländerspiele.

## Fußball-Laufbahn
Peter Rodert gehörte 1965 zur Juniorenmannschaft des SC Empor Rostock. Am 7. Oktober 1965 bestritt er in der Begegnung DDR – Ungarn sein erstes von vier Juniorenländerspielen. Als der FC Hansa Rostock (Nachfolger des SC Empor) 1967 mit seiner 2. Mannschaft in die zweitklassige DDR-Liga aufstieg, gehörte Rodert dort in der zweiten Hälfte der Saison 1967/68 als Linksaußenstürmer zu den  Stammspielern. Auch in der folgenden Spielzeit 1968/69 war er in 23 Einsätzen Linksaußen der 2. Mannschaft. Von Mai 1969 bis November 1970 musste Rodert seinen Militärdienst ableisten, konnte aber in dieser Zeit bei der Armeesportgemeinschaft Vorwärts Neubrandenburg weiter Fußball spielen. Nach seiner Rückkehr hatte er sofort wieder bis zum Ende der Vorrunde 1970/71 seine Stammposition bei Hansa II inne. In der zweiten Saisonhälfte übernahm Rodert vom formschwachen Gerd Kostmann die Position des Mittelstürmers in der Oberligamannschaft des FC Hansa. Obwohl er in elf Oberligaspielen eingesetzt wurde, gelang ihm jedoch kein Tor. 1971/72 wurde Rodert nur sporadisch und meist nur als Einwechselspieler in der Oberliga eingesetzt. 1972 hatte Rodert den Tiefpunkt seiner Oberliga-Karriere erreicht, zwischen September und Oktober absolvierte er nur vier Oberligaspiele und kam anschließend nur noch in der 2. Mannschaft zum Einsatz.
Nach 25 Oberligaspielen mit nur einem Tor und zahlreichen Einsätzen in der 2. Mannschaft bei Hansa Rostock wechselte Rodert 1974 zum DDR-Ligisten BSG Schiffahrt/Hafen Rostock. Dort bestritt er innerhalb von vier Spielzeiten 86 von 88 ausgetragenen Punktspielen, zunächst als Stürmer, ab 1976 als linker Verteidiger. Nach Abschluss der Saison 1977/78 beendete er seine Laufbahn als Leistungs-Fußballspieler. Anschließend half er als Freizeitfußballer bei der drittklassigen BSG Rotes Banner Trinwillershagen aus. Noch 2009 gehörte Rodert zum Ü-50-Team des SV Warnemünde. Peter Rodert war zudem mehrjährig als Platzwart im Ostseestadion tätig.